# Kristin Davis
Kristin Landen Davis (también incluida como Kristin Lee Davis; nacida el 23 de febrero de 1965)  es una actriz y productora estadounidense. Es conocida por interpretar a Charlotte York Goldenblatt en la serie de comedia romántica de HBO Sex and the City (1998-2004). Recibió nominaciones a los Emmy y a los Globos de Oro en 2004 por su papel de Charlotte, y repitió el papel en las películas Sex and the City (2008) y Sex and the City 2 (2010), así como en el resurgimiento del programa. Y así de simple... (2021-presente) en Max.
La gran oportunidad de Davis llegó en 1995, cuando fue elegida como la villana Brooke Armstrong en la telenovela de máxima audiencia de Fox , Melrose Place (1995-1996). Sus créditos cinematográficos incluyen The Shaggy Dog (2006), Deck the Halls (2006), Couples Retreat (2009), Journey 2: The Mysterious Island (2012) y Holiday in the Wild (2019). Davis hizo su debut en Broadway interpretando a Mabel Cantwell en la reposición de 2012 de The Best Man, y su debut en West End interpretando a Beth Gallagher en la producción teatral original de 2014 de Atracción fatal.

## Biografía
Davis nació en Boulder, Colorado.  Es hija única y sus padres se divorciaron cuando ella era un bebé.  Fue adoptada por su padrastro, el entonces profesor de la Universidad de Colorado en Boulder, Keith Davis,  después de que él se casara con su madre, Dorothy, una analista de datos de la universidad, en 1968.  Tiene tres medias hermanas del primer matrimonio de su padre.  Al principio de su infancia, ella y sus padres se mudaron a Columbia, Carolina del Sur, donde su padre se desempeñó como rector y enseñó psicología en la Universidad de Carolina del Sur.
Davis quería ser actriz desde los nueve años, cuando fue elegida para la producción del Workshop Theatre de Blancanieves y los siete enanitos. Davis vivió en Carolina del Sur hasta que se graduó de AC Flora High School en 1983.  Luego se mudó a Nueva Jersey, donde asistió a la Universidad Rutgers. Davis se graduó con una licenciatura en actuación de la Escuela de Artes Mason Gross de la Universidad de Rutgers en 1987. 
Davis ha salido con Steve Martin, Alec Baldwin y Aaron Sorkin. 
En 2011, Davis adoptó una hija, Gemma Rose Davis.  En 2018 adoptó un hijo, Wilson.  Residen en las colinas de Brentwood, Los Ángeles, California .

## Trayectoria profesional

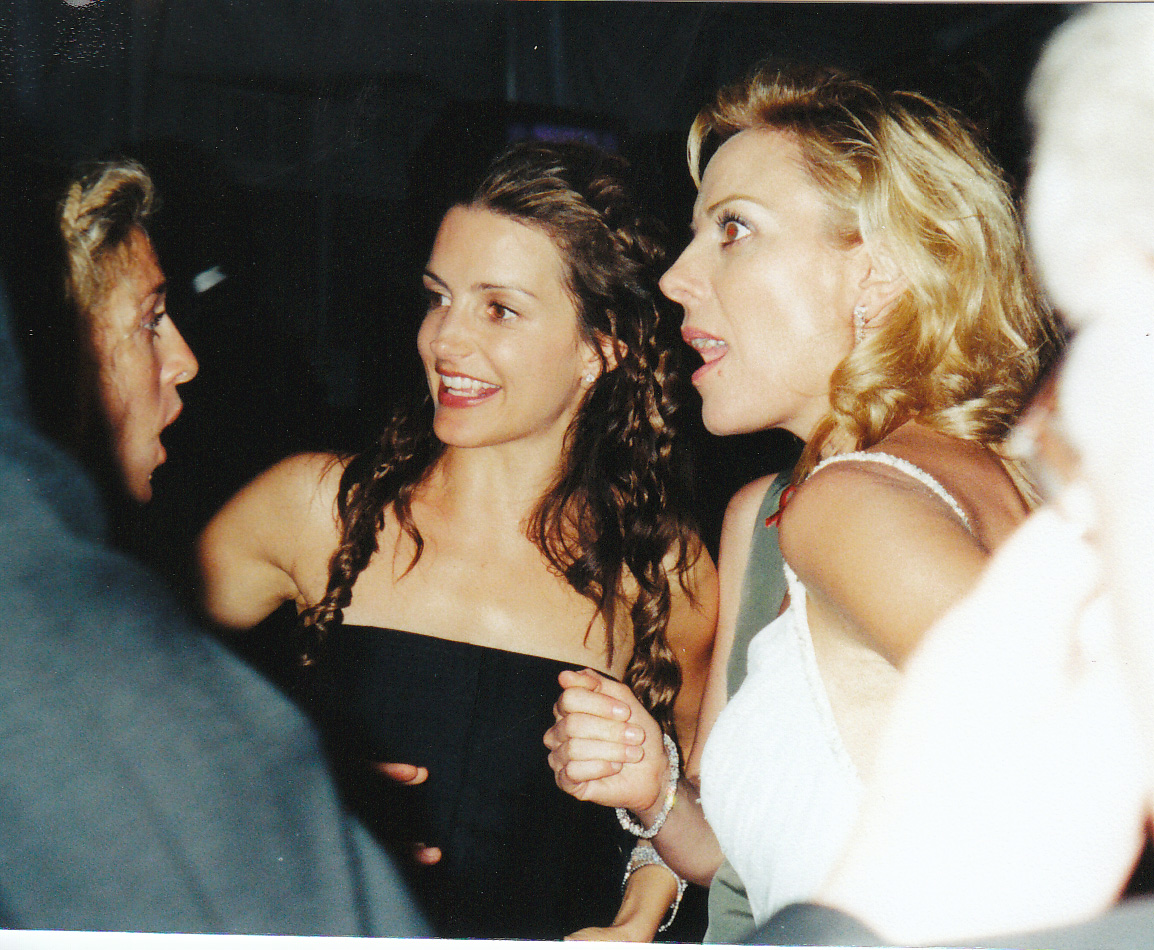
Davis y Kim Cattrall en la fiesta de HBO tras los premios Emmy de 1999.

### Televisión
Después de graduarse en 1987, Davis se mudó a Nueva York y sirvió mesas antes de abrir un estudio de yoga con un amigo. En 1991 actuó en un par de episodios del drama diurno (telenovela) Hospital General. Más tarde fue estrella invitada en Dr. Quinn, Medicine Woman y ER, y actuó en películas hechas para televisión. Su gran oportunidad llegó en 1995 cuando consiguió el papel de la villana Brooke Armstrong Campbell en la telenovela nocturna de Fox Melrose Place. Dejó el programa después de un año cuando los productores decidieron matar al personaje. Al año siguiente, Davis fue estrella invitada en dos episodios de Seinfeld.
En 1998, Davis fue elegida como Charlotte York en la serie de comedia romántica de HBO Sex and the City y siguió siendo un miembro integral del elenco hasta que la serie terminó en 2004. En 1999, junto con el resto del elenco, recibió el premio Women in Film Lucy en reconocimiento a su excelencia e innovación en sus trabajos creativos que han mejorado la percepción de las mujeres a través de la televisión.  Recibió una nominación al Premio Primetime Emmy como Mejor Actriz de Reparto en una Serie de Comedia por su papel de Charlotte en la última temporada, y también una nominación al Premio Globo de Oro a la Mejor Actriz de Reparto - Serie, Miniserie o Película para Televisión.  Durante su tiempo en el programa, Davis fue estrella invitada en Friends en el episodio "El del libro de la biblioteca de Ross" y en el episodio de Will & Grace "Will & Grace & Vince & Nadine". Desempeñó papeles principales en la miniserie Atomic Train de 1999 junto a Rob Lowe, y películas para televisión como Blacktop (2000), Three Days (2001) y The Winning Season (2004).

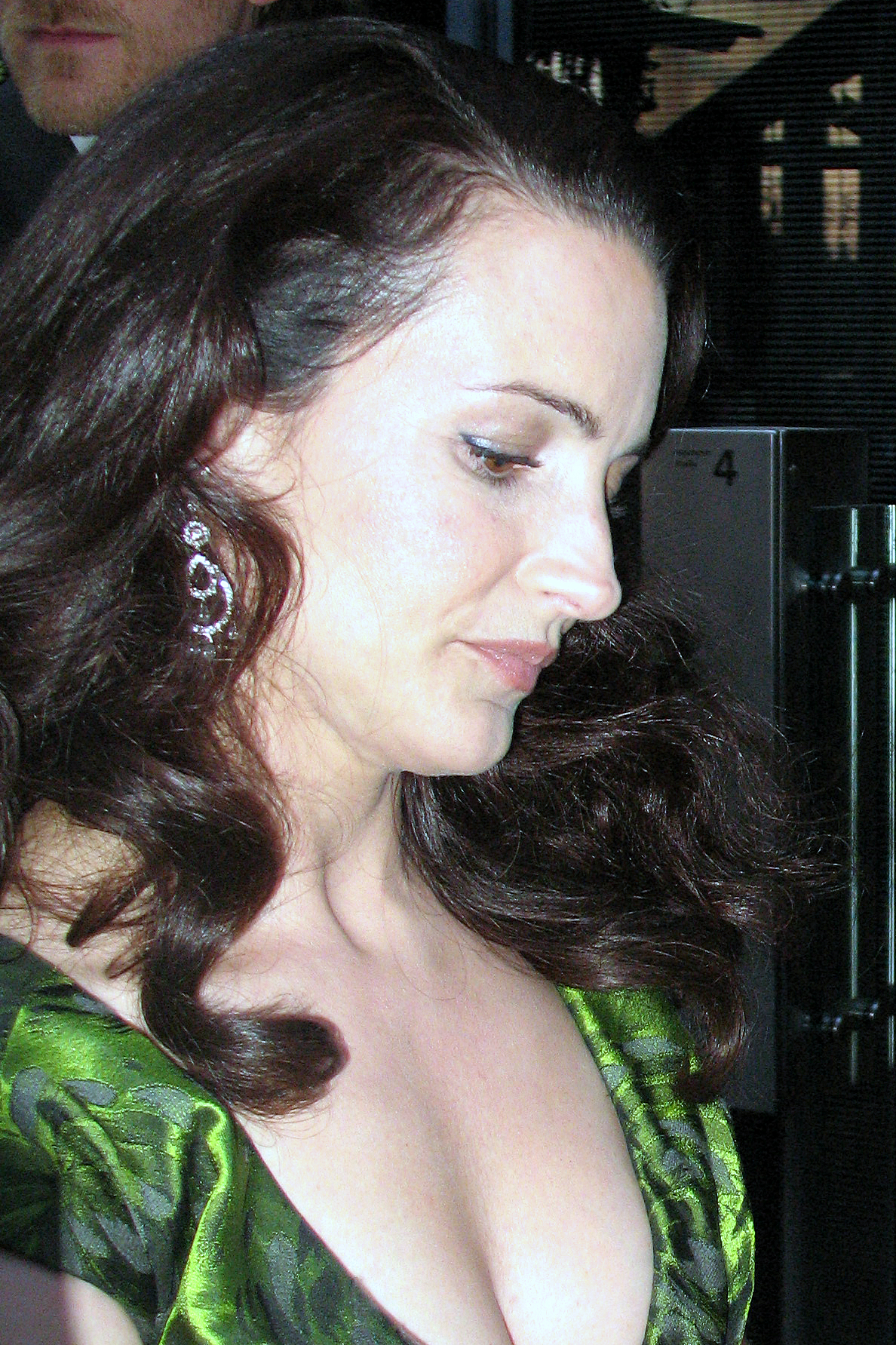
Davis en el estreno en Berlín de 2008 del largometraje Sex and the City.

Davis presentó el programa VH1 200 Greatest Pop Culture Icons en 2003. En 2005, protagonizó un piloto de televisión titulado Soccer Moms en el que ella y Gina Torres interpretan a madres suburbanas que trabajan como detectives privados. Interpretó a Miss Spider en la serie de televisión animada Miss Spider's Sunny Patch Friends y fue juez invitada en el programa Lifetime Project Runway.
En 2012, Davis protagonizó y produjo la película para televisión de Lifetime Of Two Minds  En 2014, regresó a la televisión en serie con un papel protagónico en la breve comedia de situación de CBS Bad Teacher.  En 2016, protagonizó la película de Hallmark Channel A Heavenly Christmas.  En 2020, presentó la serie de telerrealidad de Fox Labor of Love. 

### Cine

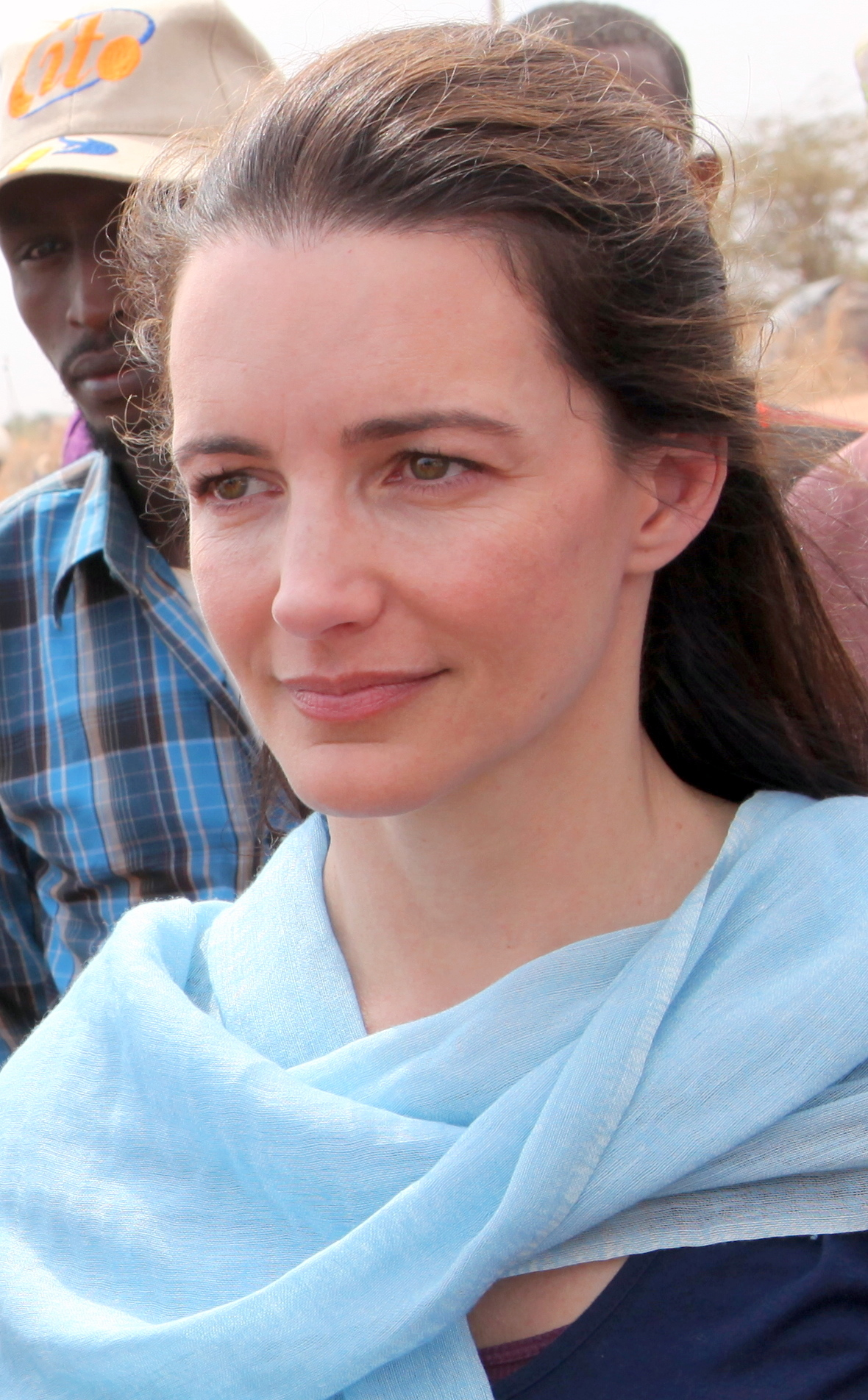
Davis fotografiado en Dadaab, Kenia, el 8 de julio de 2011.

Davis hizo su debut cinematográfico en la película de comedia y terror de 1987 Doom Asylum. En la década de 1990, tuvo papeles secundarios en las películas Nine Months (1995) y Sour Grapes (1998). Sus películas posteriores incluyen Las aventuras de Sharkboy y Lavagirl en 3D (2005), junto a David Arquette y George Lopez ; la versión de 2006 de The Shaggy Dog, junto a Tim Allen, y Deck the Halls, junto a Matthew Broderick y Danny DeVito.
Davis apareció en el largometraje Sex and the City de 2008, bajo la dirección del productor ejecutivo Michael Patrick King.  La película fue un éxito de taquilla y recaudó 415 millones de dólares en la taquilla mundial, a pesar de las críticas mixtas.   Fue la primera película de Davis que alcanzó el puesto número uno en la taquilla estadounidense. Davis repitió su papel de Charlotte York por segunda vez en Sex and the City 2 de 2010, que recaudó 290 millones de dólares en todo el mundo pero fue ampliamente criticada.   Ella seguía interesada en una tercera entrega de la franquicia. 
En 2009, Davis coprotagonizó la película de comedia romántica Couples Retreat, una comedia que narra la historia de cuatro parejas que participan en sesiones de terapia en un resort de una isla tropical. Jon Favreau, quien también coescribió el guion, interpretó a su marido.  La película se estrenó en el puesto número 1 durante su primer fin de semana en la taquilla de EE. UU., lo que la convierte en la segunda película en lograrlo. En 2010, Davis fue elegida como la madre del personaje de Josh Hutcherson en la película de aventuras Journey 2: The Mysterious Island.  La película se estrenó en cines en febrero de 2012 y superó la marca de los 100 millones de dólares en la taquilla de Estados Unidos, siendo la tercera película de Davis en lograrlo. 
En 2015, Davis fue acreditado como productor del documental Gardeners of Eden, que comenta sobre el comercio ilegal de marfil.  En 2019, Davis protagonizó y produjo la película de comedia dramática romántica Holiday in the Wild para Netflix .  Le propusieron la película después de que los productores se dieran cuenta de su trabajo filantrópico con los elefantes.  Más tarde desempeñó un papel principal y produjo la película de suspenso de 2021 Deadly Illusions sobre una novelista de gran éxito (Davis) que sufre un bloqueo de escritor y contrata a una joven inocente para que cuide a sus hijos gemelos. 

### Escenario
Davis hizo su debut en Broadway en julio de 2012, cuando reemplazó a Kerry Butler en la reposición de The Best Man de Gore Vidal en el Teatro Gerald Schoenfeld.  Hizo su debut en el Teatro West End interpretando a Beth Gallagher en Atracción fatal en el Theatre Royal, Haymarket, en marzo de 2014.  

## Filmografía

### Cine
| Año  | Título                                         | Rol                        |
| ---- | ---------------------------------------------- | -------------------------- |
| 1987 | Doom Asylum                                    | Jane                       |
| 1995 | Nine Months                                    | Tennis Attendant           |
| 1995 | Alien Nation: Body and Soul                    | Karina Tivoli              |
| 1998 | Traveling Companion                            | Annie                      |
| 1998 | Sour Grapes                                    | Riggs                      |
| 1999 | Atomic Train                                   | Megan Seger                |
| 2005 | The Adventures of Sharkboy and Lavagirl in 3-D | Madre de Max               |
| 2006 | The Shaggy Dog                                 | Rebecca Douglas            |
| 2006 | Deck the Halls                                 | Kelly Finch                |
| 2008 | Sex and the City                               | Charlotte York Goldenblatt |
| 2009 | Couples Retreat                                | Lucy Tippaglio             |
| 2010 | Sex and the City 2                             | Charlotte York Goldenblatt |
| 2011 | Jack and Jill                                  | Delilah                    |
| 2012 | Journey 2: The Mysterious Island               | Elizabeth Anderson         |
| 2019 | Holiday in the Wild                            | Kate Conrad                |
| 2021 | Deadly Illusions                               | Mary Morrison              |
| TBA  | Cash Out                                       | TBA                        |

### Televisión
| Año           | Título                              | Rol                        | Notas |
| ------------- | ----------------------------------- | -------------------------- | --- |
| 1991          | General Hospital                    | Betsy Chilson, R.N.        | Serie |
| 1991          | N.Y.P.D. Mounted                    | Joven dama                 | Película de televisión |
| 1992          | Mann & Machine                      | Cathy                      | Episodio: «Billion Dollar Baby» |
| 1993          | The Larry Sanders Show              | Bri                        | Episodio: «The Breakdown: Part II» |
| 1994          | Dr. Quinn, Medicine Woman           | Carey McGee                | Episodio: «Thanksgiving» |
| 1995          | ER                                  | Leslie                     | Episode: «Luck of the Draw» |
| 1995–96       | Melrose Place                       | Brooke Armstrong           | 32 episodios; recurrente (temporada 3), papel principal (temporada 4) |
| 1996          | The Ultimate Lie                    | Claire McGrath             | Película de televisión |
| 1997          | The Single Guy                      | Leslie                     | Episodio: «Johnny Hollywood» |
| 1997          | A Deadly Vision                     | Babette Watson             | Película de televisión |
| 1997          | Seinfeld                            | Jenna                      | Episodios: «The Pothole» / «The Butter Shave» |
| 1998–2004     | Sex and the City                    | Charlotte York Goldenblatt | 94 episodios Mujeres en Cine - Lucy Award (compartido con el reparto) Premio del Sindicato de Actores al mejor reparto de televisión - Comedia (2002, 2004) Nominada—Premio del Sindicato de Actores al mejor reparto de televisión - Comedia (2001, 2003, 2004) Nominada–Globo de Oro a la mejor actriz de reparto de serie, miniserie o telefilme (2004) Nominada–Primetime Emmy a la mejor actriz de reparto - Serie de comedia (2004) |
| 2000          | Friends                             | Erin                       | Episodio: «The One with Ross' Library Book» |
| 2000          | Sex and the Matrix                  | Charlotte York MacDougal   | Corto de parodia |
| 2000          | Take Me Home: The John Denver Story | Annie Denver               | Película de televisión |
| 2004          | Will & Grace                        | Nadine                     | Episodio: «Will & Grace & Vince & Nadine» |
| 2000          | Blacktop                            | Sylvia                     | Película de televisión |
| 2001          | Someone to Love                     | Lorraine                   | Película de televisión |
| 2001          | Three Days                          | Beth Farmer                | Película de televisión |
| 2004          | The Winning Season                  | Mandy                      | Película de televisión |
| 2005          | Soccer Moms                         | Brooke                     | Piloto de televisión |
| 2004–08       | Miss Spider's Sunny Patch Friends   | Miss Spider                | Voz, 44 episodios |
| 2012          | Of Two Minds                        | Billie Clark               | Película para TV |
| 2014          | Bad Teacher                         | Ginny Taylor-Clapp         | 13 episodios |
| 2016          | A Heavenly Christmas                | Eve                        | Película de televisión |
| 2020          | Labor of Love                       | Ella misma                 | Presentadora |
| 2021-presente | And Just Like That...               | Charlotte York Goldenblatt | Elenco principal |

## Teatro
| Año  | Título           | Rol            | Localización              |
| ---- | ---------------- | -------------- | ------------------------- |
| 2012 | The Best Man     | Mabel Cantwell | Gerald Schoenfeld Theatre |
| 2014 | Fatal Attraction | Beth Gallagher | Theatre Royal Haymarket   |